# Низовське сільське поселення (Ардатовський район)
Ни́зовське сільське поселення (рос. Низовское сельское поселение) — муніципальне утворення у складі Ардатовського району Мордовії, Росія. Адміністративний центр та єдиний населений пункт — село Низовка.

## Населення
Населення — 604 особи (2019, 743 у 2010, 736 у 2002).